# 恩斯特·泰特斯·班德罗斯基
恩斯特·泰特斯·班德罗斯基（波蘭語：Ernest Tytus Bandrowski，1853年1月3日—1920年11月28日) 是一位波兰化学家
班德罗斯基自1896年开始在亞捷隆大學任教授，主要研究方向为结晶发光，同时也描述了许多化合物，如丁炔二酸。